# Condado de Tuscaloosa
O Condado de Tuscaloosa é um dos 67 condados do estado norte-americano do Alabama. A sede de condado é Tuscaloosa. O condado possui uma área de 3499 km² (dos quais 70 km² estão cobertos por água), uma população de 164 875 habitantes, e uma densidade populacional de 47 hab/km² (segundo o censo nacional de 2000). O condado foi fundado em 1818 e o seu nome é uma homenagem ao Chefe Tuskaloosa (m.1540), índio da era pré-Choctaw.